# Israel en los Juegos Paralímpicos de Barcelona 1992
Israel estuvo representado en los Juegos Paralímpicos de Barcelona 1992 por un total de 62 deportistas, 56 hombres y seis mujeres.

## Medallistas
El equipo paralímpico israelí obtuvo las siguientes medallas:
| Nombre                                               | Deporte       | Evento                          |
| ---------------------------------------------------- | ------------- | ------------------------------- |
| Oro                                                  |               |                                 |
| Amos Ginosar                                         | Halterofilia  | –60 kg masculino                |
| Zeev Glikman                                         | Tenis de mesa | Individual 7 masculino          |
| Plata                                                |               |                                 |
| Abraham Strauch                                      | Halterofilia  | –90 kg masculino                |
| Ziv Better                                           | Natación      | 100 m espalda B2 masculino      |
| Ziv Better                                           | Natación      | 400 m libre B2 masculino        |
| Hanoch Budin                                         | Natación      | 50 m libre S9 masculino         |
| Bronce                                               |               |                                 |
| Ziv Better                                           | Natación      | 200 m espalda B2 masculino      |
| Ziv Better                                           | Natación      | 400 m estilos B1-2 masculino    |
| Izhar Cohen                                          | Natación      | 50 m libre B1 masculino         |
| Eran Shemesh                                         | Natación      | 100 m espalda S10 masculino     |
| Hanoch Budin Shalom Ayger Shlomo Pinard Eran Shemesh | Natación      | 4 × 100 m libre S7-10 masculino |